# Episymploce degerboli
Episymploce degerboli är en kackerlacksart som beskrevs av Roth, L. M. 1987. Episymploce degerboli ingår i släktet Episymploce och familjen småkackerlackor.
Artens utbredningsområde är Thailand. Inga underarter finns listade i Catalogue of Life.